# Cardioide

Cardioide gerado pela rolagem de um círculo sobre outro círculo de mesmo raio.

Em geometria, o cardioide é um epicicloide que possui somente uma ponta. Isto é, um cardioide é uma curva que pode ser produzida como um locus — traçando-se o caminho de um dado ponto de um círculo, que rola sem cair ao redor de um outro círculo, que é fixo mas que tem o mesmo raio do círculo rolante.
O cardioide é também um tipo especial de limaçon: é o limaçon de uma ponta. (A ponta é formada quando o raio de a até b na equação é igual a um).
Um cardioide é uma curva matemática cuja forma se assemelha à de um coração. Por este motivo, recebe o nome derivado do grego kardioeides = kardia:coração + eidos:forma.
Comparado ao símbolo ♥ entretanto, um cardioide não termina em uma ponta fina. Ele tem mais a forma do contorno da seção em cruz de uma ameixa.
O cardioide é um transformador inverso de uma parábola.
A grande figura preta central em um conjunto Mandelbrot é um cardioide. Este cardioide é cercado por uma arranjo fractal de círculos.

## Equações do cardioide
Uma vez que o cardioide é uma epiciclóide com uma ponta, as equações paramétricas do cardioide são:
{\displaystyle x(\theta )=\rho (\theta )\cos \theta =(1+\cos \theta )\cdot \cos \theta =\cos \theta +{1 \over 2}+{1 \over 2}\cos 2\theta ,\qquad \qquad }
{\displaystyle y(\theta )=\rho (\theta )\sin \theta =(1+\cos \theta )\cdot \sin \theta =\sin \theta +{1 \over 2}\sin 2\theta .\qquad \qquad }
A mesma curva pode ser definida em coordenadas polares pela equação:
{\displaystyle \rho (\theta )=1+\cos \theta .\ }

## Gráficos
quatro gráficos dos cardioides orientados nos quatro sentidos cardeais, com suas respectivas equações polares.

## Área
A área de um cardioide a que seja cogruente com
{\displaystyle \rho (\theta )=a(1-\cos \theta )}
é
{\displaystyle A={3 \over 2}\pi a^{2}}.
Basta verificar que
{\displaystyle \displaystyle A=\int \limits _{0}^{2\pi }\int \limits _{0}^{\rho (\theta )}rdrd\theta ={\frac {3}{2}}\pi a^{2}}
Essa área é facilmente calculada utilizando o Teorema de Green para um campo vetorial cuja circulação seja igual a 1
{\displaystyle {\vec {F}}(x,y)=\left(-{\frac {y}{2}},{\frac {x}{2}}\right)}
pois, pelo Teorema
{\displaystyle \oint \limits _{C}{\vec {F}}\cdot d{\vec {l}}=\oint \limits _{C}Ldx+Mdy=\iint \limits _{R}\left[{\frac {\partial }{\partial x}}{\frac {x}{2}}-{\frac {\partial }{\partial y}}\left(-{\frac {y}{2}}\right)\right]dA=\iint \limits _{R}dA}
então basta calcular a circulação ao longo da cardioide
{\displaystyle {\vec {P}}(\theta )=\left(r(\theta )\cos \theta ,r(\theta )~\mathrm {sen} ~\theta \right)})
no campo {\displaystyle {\vec {F}}(x,y)}, onde:
- {\displaystyle P_{x}=r(\theta )\cos \theta };
- {\displaystyle P_{y}=r(\theta )~\mathrm {sen} ~\theta };
- {\displaystyle L=-{\frac {P_{y}}{2}}};
- {\displaystyle M={\frac {P_{x}}{2}}};

{\displaystyle A=\oint \limits _{P}{\vec {F}}(P_{x},P_{y})\cdot {\vec {P}}~'(\theta )d\theta ={\frac {1}{2}}\oint \limits _{P}P_{x}dy-P_{y}dx={\frac {1}{2}}\oint \limits _{P}\left(r^{2}~\mathrm {sen} ^{2}\theta +r^{2}\cos ^{2}\theta \right)d\theta ={\frac {a^{2}}{2}}\int \limits _{0}^{2\pi }\left(1+\cos \theta \right)^{2}d\theta }{\displaystyle ={\frac {a^{2}}{2}}\int \limits _{0}^{2\pi }\left(1+2\cos \theta +\cos ^{2}\theta \right)d\theta ={\frac {a^{2}}{2}}\int \limits _{0}^{2\pi }\left(1+2\cos \theta +{\frac {1+\cos 2\theta }{2}}\right)d\theta ={\frac {a^{2}}{2}}\left[\theta +{\frac {\theta }{2}}\right]_{0}^{2\pi }={\frac {3}{2}}a^{2}\pi }